# Kolbark
Kolbark ist eine Ortschaft mit einem Schulzenamt der Gemeinde Klucze im Powiat Olkuski der Woiwodschaft Kleinpolen in Polen.

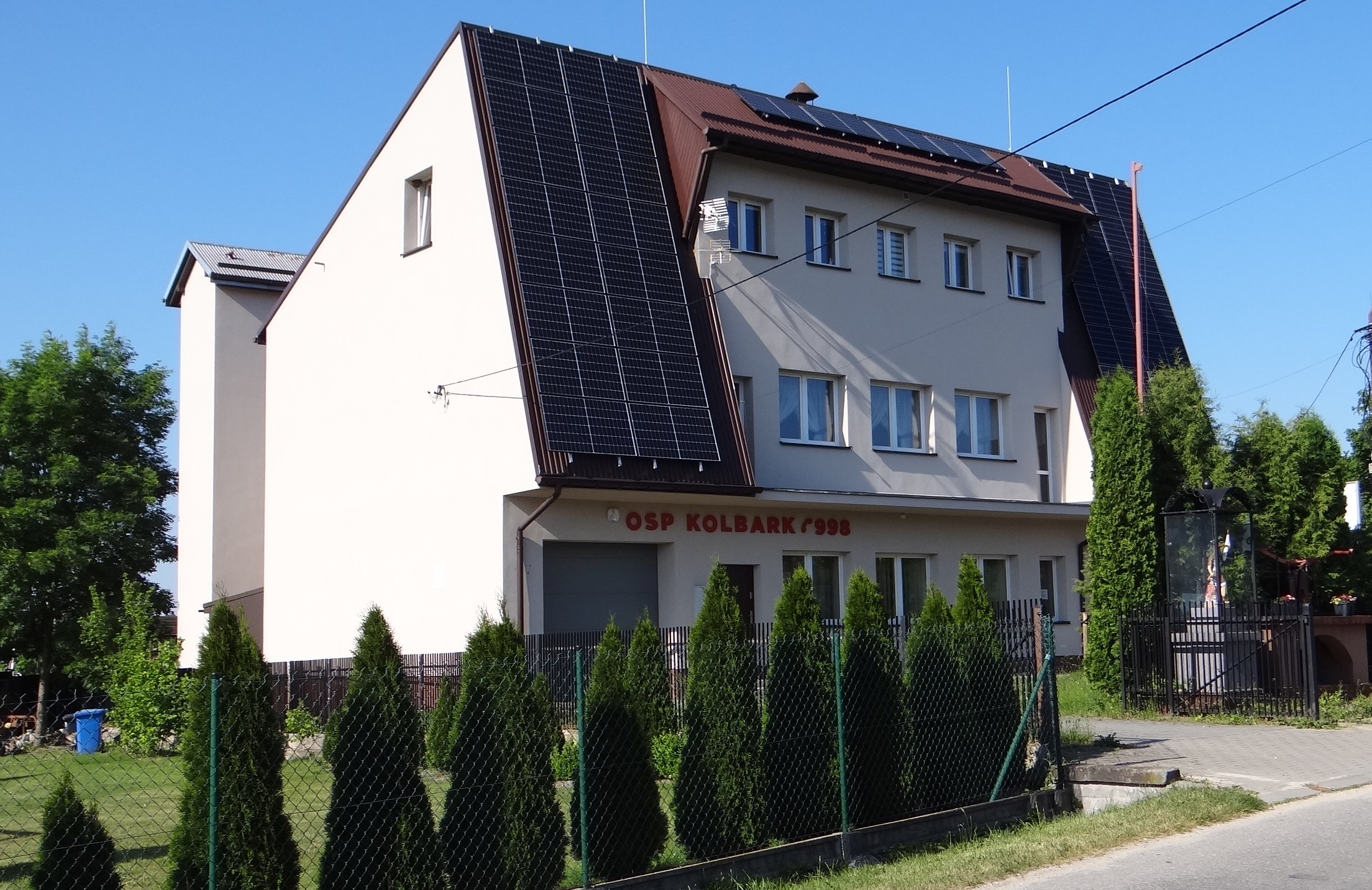
Feuerwehr in Kolbark

## Geografie
Kolbark liegt in der Flussgabelung von Tarnówka und Biała Przemsza (dt. Weiße Przemsa) im Krakau-Tschenstochauer Jura einige Kilometer westlich der Stadt Wolbrom. Die Nachbarorte sind Cieślin und Bydlin im Norden, Chrząstowice im Südosten, Pazurek im Süden, sowie Borek im Westen.

## Geschichte
Der Ort wurde im Jahr 1356 von Norbertinerinnen in Zwierzyniec (Tiergarten) nach Neumarkter Recht unter den Namen Slow (Słów) gegründet. Die deutsche Siedler änderten den Ortsnamen zu Colbark (1388), Kolberg (1393), Kolbarg (1399), Slow alias Kolbarg (1421), Olbark (1570).  Der Name ist abgeleitet von Personennamen Kol (< Kolbert, Kohlhardt), oder Kohl und mittelhochdeutschen Wort bërc, polonisiert als Kolbark.
Der Ort gehörte zunächst zum Königreich Polen (ab 1569 in der Adelsrepublik Polen-Litauen), Woiwodschaft Krakau, Kreis Proszowice. Bei der dritten Teilung Polens wurde Kolbark 1795 Teil des habsburgischen Kaiserreichs. In den Jahren 1807–1815 gehörte das Dorf zum Herzogtum Warschau, 1815 bis 1918 wurde es  Teil des Kongresspolens.
1918, nach dem Ende des Ersten Weltkriegs wurde Kolbark Teil Polens. Unterbrochen wurde dies nur durch die Besetzung Polens durch die Wehrmacht im Zweiten Weltkrieg. Es gehörte dann zum Generalgouvernement und lag an der Grenze (entlang der Weißen Przemsa).
Von 1975 bis 1998 gehörte Kolbark zur Woiwodschaft Katowice.